# Муковоз Михайло Вікторович
Михайло Вікторович Муковоз — український військовослужбовець, молодший лейтенант 

## Нагороди
- Орден Богдана Хмельницького ІІІ ступеня [2]
- Орден Богдана Хмельницького ІІ ступеня (посмертно) [1]